# Namwon
Namwon (Namwon-si) ist eine Stadt in der Provinz Jeollabuk-do, Südkorea.
Zu den offiziellen Stadtsymbolen zählt neben der Schwalbe (제비) auch die Blüte der Königlichen Azalee (Rhododendron schlippenbachii, 철쭉) sowie die Kräuselmyrte (배롱나무).
Als Ort, an dem die berühmte koreanische Liebesgeschichte von Chunhyang stattfand, gilt Namwon auch als die „City of Love“.

## Geschichte
Namwon wurde im Jahr 685 n. Chr., während der Herrschaft König Sinmuns, im Reich Silla gegründet.
Während der Japanischen Invasion Koreas (1592–1598) kam es im Jahre 1597 zur Belagerung der Stadt durch die Japaner.
Die einzigen Verteidiger gegen die 56.000 Mann zählende japanische Belagerungsarmee waren 3300 koreanische und chinesische Soldaten sowie 6000 Frauen und Kinder.
Nach der kurzen Belagerung (13.–16. August) sind alle überlebenden Verteidiger von den Japanern getötet worden.

## Geographie
Namwon ist die südöstlichste Stadt der Provinz Jeollabuk-do. Sie liegt in unmittelbarer Grenznähe zu den Provinzen Jeollanam-do im Süden und Gyeongsangnam-do im Osten. Die Stadt liegt in einem Tal, umgeben vom Noryang-Gebirge im Nordwesten und dem Sobaek-Massiv im Osten. Die westlichen Ausläufer des Jiri-san-Nationalparks, dem flächenmäßig größten ländlichen Nationalpark auf dem (süd)koreanischen Festland, erstrecken sich direkt bis an die Ostgrenze der Stadt.
Im Osten der Stadt, noch innerhalb des Stadtgebiets, zieht sich der Fluss Yocheon.
Namwon grenzt an die Verwaltungsbezirke Imsil und Sunchang im Westen, Jangsu im Norden, an die Provinz Gyeongsangnam-do mit den Bezirken Hamyang und Hadong im Osten sowie an die Bezirke Gurye und Gokseong in der Provinz Jeollanam-do im Süden.
Die Stadt ist mit dem Bus jeweils etwa 1 Stunde von deren Provinzhauptstadt Jeonju sowie der Stadt Gwangju und etwa 4 Stunden von Seoul entfernt.

## Klima
Die durchschnittliche Jahrestemperatur beträgt 12,3 °C, wobei die durchschnittliche Temperatur im Januar −1,4 °C und die im August 25,2 °C beträgt. Durch seine geographische Lage in einem von Bergen umgebenen Tal mit hohen Niederschlagsmengen im Juli und August, ist Namwon über das Jahr gesehen starken Klimaschwankungen ausgesetzt. Die Windgeschwindigkeit ist für gewöhnlich niedrig. Die Temperaturen im Januar können unter -10 °C fallen und im Juli und August auch über 35 °C erreichen. Die Temperaturen in den Frühlingsmonaten April und Mai sowie den Herbstmonaten September und Oktober betragen um die 25 °C mit relativ geringer Luftfeuchte.
|                       | Jan  | Feb  | Mär  | Apr  | Mai   | Jun   | Jul   | Aug   | Sep   | Okt  | Nov  | Dez  |   |         |
| Mittl. Tagesmax. (°C) | 5,0  | 8,2  | 13,2 | 19,9 | 24,6  | 27,9  | 29,9  | 30,6  | 27,3  | 21,9 | 14,5 | 7,4  | ⌀ | 19,2    |
| Mittl. Tagesmin. (°C) | −6,8 | −5,2 | −1,3 | 4,0  | 10,4  | 16,7  | 21,1  | 21,1  | 15,2  | 6,6  | 0,2  | −5,2 | ⌀ | 6,5     |
|                       |      |      |      |      |       |       |       |       |       |      |      |      |   |         |
| Niederschlag (mm)     | 31,2 | 41,0 | 52,5 | 71,5 | 111,0 | 176,7 | 298,9 | 346,1 | 137,0 | 46,3 | 42,8 | 25,4 | Σ | 1.380,4 |
|                       |      |      |      |      |       |       |       |       |       |      |      |      |   |         |
| Regentage (d)         | 8,4  | 7,1  | 8,3  | 7,7  | 8,9   | 9,8   | 14,9  | 15,5  | 8,4   | 5,9  | 7,1  | 7,3  | Σ | 109,3   |

| −6,8 |

| −5,2 |

| −1,3 |

| 4,0 |

| 10,4 |

| 16,7 |

| 21,1 |

| 21,1 |

| 15,2 |

| 6,6 |

| 0,2 |

| −5,2 |

| −6,8 |

| −5,2 |

| −1,3 |

| 4,0 |

| 10,4 |

| 16,7 |

| 21,1 |

| 21,1 |

| 15,2 |

| 6,6 |

| 0,2 |

| −5,2 |

## Kultur

### Chunhyang-Festival (춘향제)
Das fünftägige Festival findet jährlich im Frühjahr in Gedenken an eine koreanische Volkssage – die Liebesgeschichte von Chunhyang – statt. Die Geschichte handelt von einer Liebe unter widrigen sozialen Umständen.
Sie handelt von der Liebe zwischen einem aus einfachen Verhältnissen stammenden Mädchens, Seong Chun-hyang, und einem Jungen von adliger Abstammung, Yi Mong-nyong. Die beiden vollziehen ihre Hochzeit insgeheim, der Jüngling muss seinem Vater jedoch kurze Zeit später nach Seoul folgen und seine große Liebe zurücklassen. Daraufhin nimmt der willkürliche und grausame Gouverneur von Namwon diese als seine Konkubine. Trotz der vielen Misshandlungen durch ihn unterwirft sie sich ihm nicht. Der Zufall will es, dass Yi Mong-nyong zum Statthalter der Provinz Jeolla aufsteigt und vom Schicksal Seong Chun-hyangs erfährt. Als er hört, was seiner Liebe angetan wurde, bestraft er den Gouverneur, nimmt Seong Chun-hyang nun offiziell zu seiner Frau und kehrt mit ihr zurück nach Seoul.
Das Festival erinnert an Seong Chun-hyang als unbeugsame und tugendhafte Frau. Im Jahr 2012 fand das Festival zum 82. Mal statt – es zählt in Korea damit zu den ältesten kulturellen Festivals der Neuzeit.
Während des Festivals ist die Uferpromenade des Yocheon-Flusses von Händlern gesäumt und die Hauptbrücke festlich beleuchtet. Es finden Aufführungen, Paraden, Pansori-Gesangs- sowie Bogenschützenwettbewerbe und ein Schönheitswettbewerb statt. Jeden Abend wird zudem ein Feuerwerk abgehalten.

## Sehenswürdigkeiten
- Manbok-Saji – Tempelanlage, errichtet zwischen 1046 und 1083 n. Chr. während der Herrschaft von König Munjong von Goryeo
- Gwanghallu Garten, ein traditioneller Garten, der das Universum symbolisiert (für gewöhnlich auch mit der Liebesgeschichte von Chunhyang in Verbindung gebracht)
- Chunhyang-Schrein, in Erinnerung an Chunhyang
- Fluss Yocheon
- Silsang-Sa Tempel, ein buddhistischer Tempel
- Jiri-San-Nationalpark

## Partnerstädte
- Seocho-gu, Seoul, Südkorea
- Guro-gu, Seoul, Südkorea
- Asan, Südkorea
- Miryang, Südkorea
- Yancheng, China
- Verona, Italien[5][6]

## Persönlichkeiten
- Yang Ji-in (* 2003), Sportschützin